# Camptotarsopoda pallipes
Camptotarsopoda pallipes är en tvåvingeart som först beskrevs av Stein 1913.  Camptotarsopoda pallipes ingår i släktet Camptotarsopoda och familjen husflugor. Inga underarter finns listade i Catalogue of Life.